# Lasioglossum obscurissimum
Lasioglossum obscurissimum là một loài Hymenoptera trong họ Halictidae. Loài này được Michener mô tả khoa học năm 1965.

## Hình ảnh

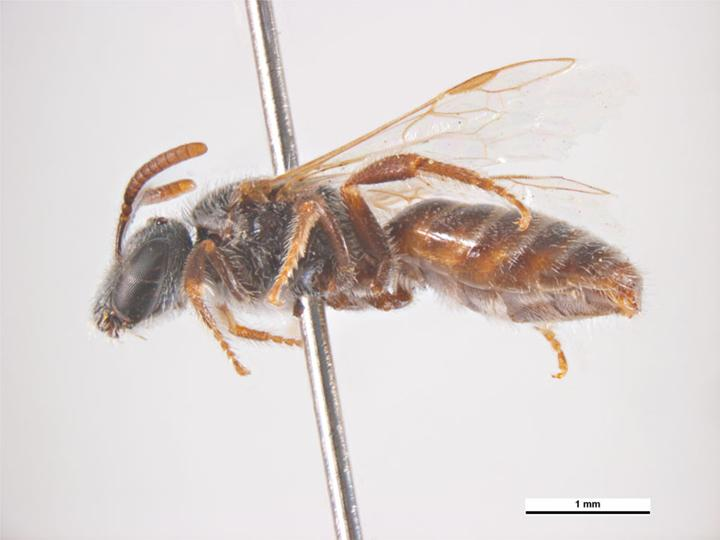